# Resolutie 1485 Veiligheidsraad Verenigde Naties
Resolutie 1485 van de Veiligheidsraad van de Verenigde Naties werd unaniem door de VN-Veiligheidsraad aangenomen op 30 mei 2003, en verlengde de VN-missie in de Westelijke Sahara tot eind juli 2003.

## Achtergrond
Begin jaren 1970 ontstond een conflict tussen Spanje, Marokko, Mauritanië en de Westelijke
Sahara zelf over de Westelijke Sahara dat tot dan in Spaanse handen was. Marokko legitimeerde zijn aanspraak op
basis van historische banden met het gebied. Nadat Spanje het gebied opgaf bezette Marokko er twee derde van. Het
land is nog steeds in conflict met Polisario dat met steun van Algerije de onafhankelijkheid
blijft nastreven. Begin jaren 1990 kwam een plan op tafel om de bevolking van de Westelijke Sahara
via een volksraadpleging zelf te laten beslissen over de toekomst van het land. Het was de taak van de VN-missie
MINURSO om dat referendum
op poten te zetten. Het plan strandde later echter door aanhoudende onenigheid tussen de beide partijen waardoor
ook de missie nog steeds ter plaatse is.

## Inhoud
De Veiligheidsraad:
- Bevestigt zijn  eerdere resoluties over de Westelijke Sahara, in het bijzonder resolutie 1429.
- Neemt nota van het rapport van de secretaris-generaal.
- Looft de inspanningen van diens speciale vertegenwoordiger om de humanitaire problemen op te lossen en maatregelen te nemen die het vertrouwen bevorderen.

1. Besluit om het mandaat van de MINURSO-missie te verlengen tot 31 juli om het rapport verder te beschouwen.
2. Besluit om op de hoogte te blijven.

## Verwante resoluties
- Resolutie 1463 Veiligheidsraad Verenigde Naties
- Resolutie 1469 Veiligheidsraad Verenigde Naties
- Resolutie 1495 Veiligheidsraad Verenigde Naties
- Resolutie 1513 Veiligheidsraad Verenigde Naties

Lijst ·  1455 ·  1456 ·  1457 ·  1458 ·  1459 ·  1460 ·  1461 ·  1462 ·  1463 ·  1464 ·  1465 ·  1466 ·  1467 ·  1468 ·  1469 ·  1470 ·  1471 ·  1472 ·  1473 ·  1474 ·  1475 ·  1476 ·  1477 ·  1478 ·  1479 ·  1480 ·  1481 ·  1482 ·  1483 ·  1484 ·  1485 ·  1486 ·  1487 ·  1488 ·  1489 ·  1490 ·  1491 ·  1492 ·  1493 ·  1494 ·  1495 ·  1496 ·  1497 ·  1498 ·  1499 ·  1500 ·  1501 ·  1502 ·  1503 ·  1504 ·  1505 ·  1506 ·  1507 ·  1508 ·  1509 ·  1510 ·  1511 ·  1512 ·  1513 ·  1514 ·  1515 ·  1516 ·  1517 ·  1518 ·  1519 ·  1520 ·  1521